# Tartár Birodalom

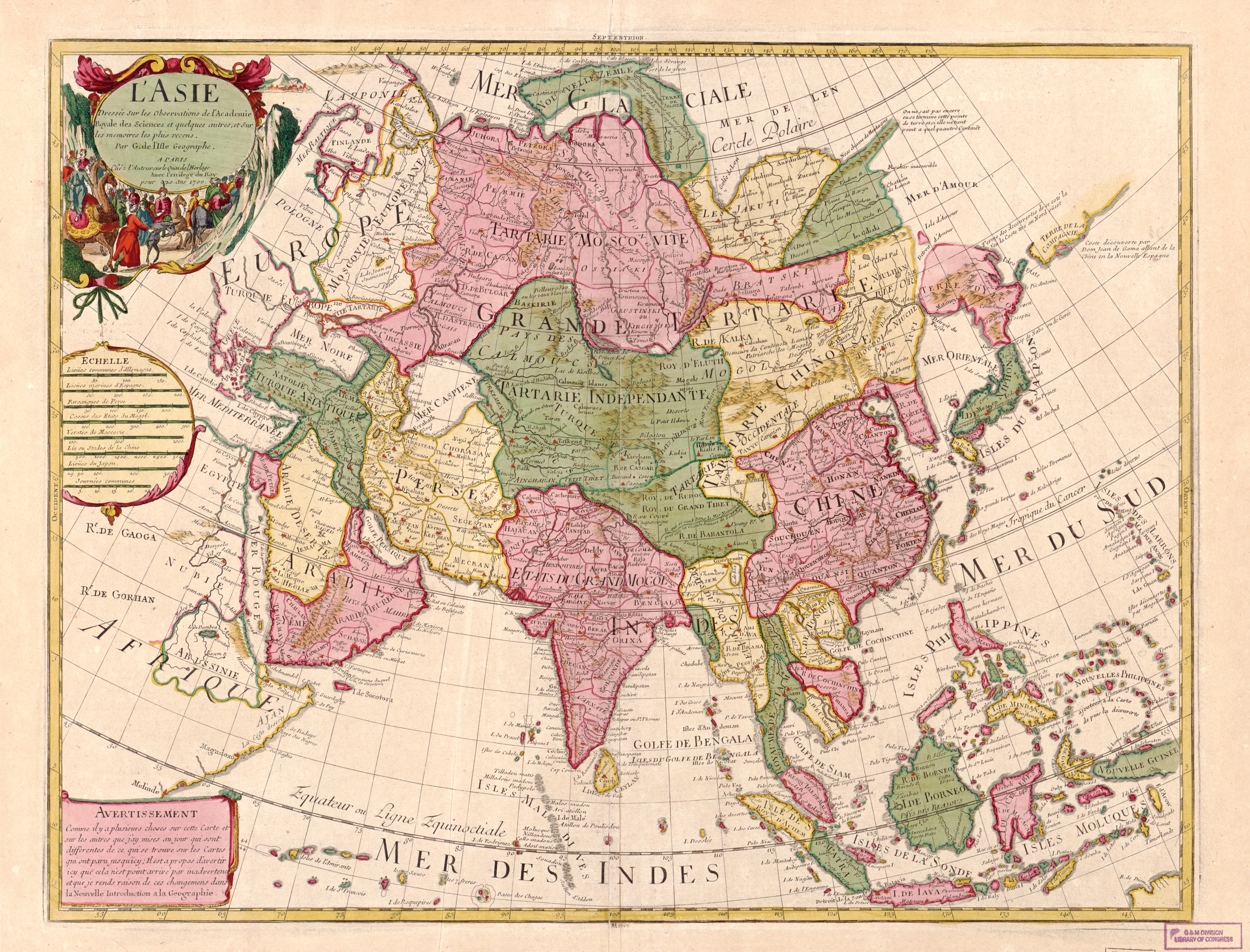
Az 1700-as évek térképe Ázsiáról, amely felosztja a Nagy Tatárföldet Moszkvai Tatárföldre, Kínai Tatárföldre és Független Tatárföldre.

A Tartáriai Birodalom olyan áltörténelmi összeesküvés-elméleteket összefoglaló fogalom, amely olyan elképzeléseket tartalmaz, mint a „rejtett múlt” és a „sársöprések” (mud floods). Ezek az elméletek eredetileg az áltudományos orosz nacionalizmusból származnak. Tartária, vagy Tartaria, a Közép-Ázsia és Szibéria történelmi neve. Az összeesküvés-elméletek szerint Tartária, illetve a Tartáriai Birodalom egy elveszett civilizáció volt, amely fejlett technológiával és kultúrával rendelkezett. Ez az elképzelés figyelmen kívül hagyja, hogy Tartáriának Ázsia történetében jól dokumentált, bizonyított múltja van.
Napjainkban a „Tartária” kifejezést olyan terület megjelölésére használják, amely Közép-Afganisztántól Észak-Kazahsztánig terjed, és magába foglalja Mongólia, Kína, valamint az orosz Távol-Kelet egyes részeit is.

## Háttér
A Nagy Tartária mint elhallgatott, elveszett föld vagy civilizáció elmélete Oroszországból ered. Első elemei Anatolij Fomenko új kronológiájában jelentek meg az 1970-es évek közepén és az 1980-as évek elején, majd Nyikolaj Levasov okkult történelemről szóló munkássága révén terjedt tovább.
Az orosz áltudományos körökben, amelyekre jellemző a nacionalizmus, Tartáriát Oroszország „valódi” nevének mutatják be, melyet a Nyugat szándékosan figyelmen kívül hagyott vagy elhallgatott. Az Orosz Földrajzi Társaság ezt az összeesküvés-elméletet szélsőséges fantazmagóriának minősítette. Nem azt állítják, hogy a „Tartária” kifejezés ne létezne, hanem éppen ellenkezőleg: számos történelmi térképet osztanak meg saját gyűjteményükből, amelyek Tartáriát ábrázolják.
2016 körül a „Tartaria” elveszett birodalmáról szóló összeesküvés-elméletek az interneten is népszerűvé váltak, elszakadva az eredeti orosz nacionalista kontextustól.

## Összeesküvés-elméletek

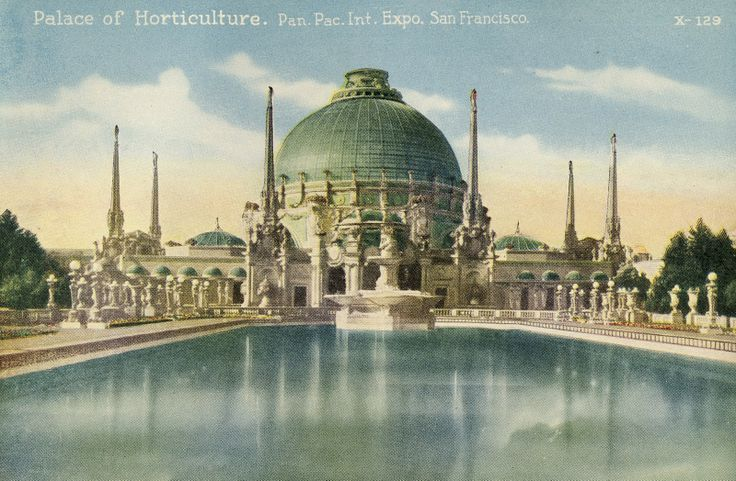
A Horticulture Palace, amelyet az 1915-ös Panama–Csendes-óceáni Nemzetközi Kiállításra építettek San Franciscóban, egy figyelemre méltó üveg- és acélszerkezet volt, díszes kupolával. Az épület az építészeti innovációkat és kertészeti technológiákat mutatta be, és a világkiállítás fénypontjaként szolgált, amely a Panama-csatorna befejezését és San Francisco földrengés utáni újjáépülését ünnepelte

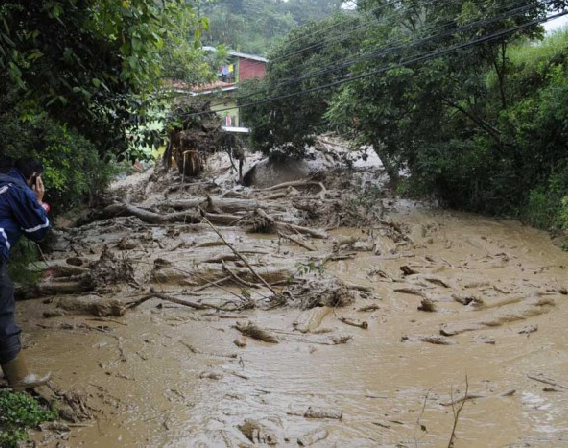
A tatár birodalom pusztulását általában egy hatalmas „iszapárnak” tulajdonítják

Az összeesküvés-elmélet globalizált változata az építészettörténet alternatív értelmezésére épít. Hívei azt állítják, hogy olyan lebontott épületek – például a Singer Building, az eredeti New York-i Pennsylvania Station, valamint az 1915-ös Világkiállítás ideiglenes épületei – valójában a feltételezett Tartária központú, hatalmas birodalom építményei voltak, amelyeket később eltüntettek a történelemből.
A pompás, díszes aranykor (Gilded Age) épületekről gyakran azt állítják, hogy azok valójában a feltételezett Tartária alkotásai. Továbbá olyan ikonikus épületeket, mint a nagy piramisok vagy a Fehér Ház, szintén Tartária műveinek tekintenek. Az elmélet azonban csak homályosan magyarázza, hogy egy ilyen fejlett civilizáció – amely állítólag már világbékét is elért – hogyan bukhatott el, és hogyan törölték ki a történelemből.
Az összeesküvés-elmélet egyik központi eleme a „sársöprés” (mud flood), amely szerint egy hatalmas áradás néptelenítette el a világ nagy részét, eltüntetve az ősi épületeket. Ezt a hipotézist arra alapozzák, hogy számos épület ajtói, ablakai és boltívei méterekkel a mai földszint alá süllyedtek. Az első és a második világháborút is gyakran említik, mint a Tartária eltüntetésének eszközeit, utalva arra a tényre, hogy a második világháború bombázásai valóban sok történelmi épület megsemmisüléséhez vezettek. Az elmélet egyik fő „bizonyítékaként” az hasonló építészeti stílusok világszerte megfigyelhetősége szolgál, például a kupolás parlamenti épületek vagy a csillagerődök (star forts) esetében. Egy másik, gyakran emlegetett jelenség, hogy a 20. század fordulóján készült fotókon számos világváros utcái teljesen kihaltak. Ha a képeken mégis láthatók emberek, akkor a lovaskocsik, melyek mintha a sárban haladtak volna, és a bonyolultan díszített, óriási kőépületek közötti éles kontrasztot hangsúlyozzák – ezt az ellentétet sokan még ma is észlelik modern városokban, ahol a szélsőséges szegénység a felhőkarcolók árnyékában jelenik meg.
A Bloomberg számára író Zach Mortice szerint ez az elmélet a modernizmussal szembeni kulturális elégedetlenséget tükrözi, valamint azt a feltételezést, hogy a hagyományos építészeti stílusok eredendően jók, míg a modern stílusok rosszak. A Tartária-elméletet „az építészet QAnon-jának” is nevezik.
A vallástudós Moritz Maurer kapcsolatot lát a tartáriai képi világ és az „óriásfák” elmélete között. Az utóbbi szerint a hatalmas, lapos tetejű fennsíkok (például a butte-ok) valójában ősi „anyafák” törzsei, amelyeket egykor a múltban egy titokzatos, rosszindulatú erő vágtatott le. Maurer szerint mindkét összeesküvés-elmélet elsősorban képi alapokon nyugvó, közösségi médiában terjed, amelynek jellege nem engedi egy koherens narratíva kialakulását – ezért inkább „mémkultúraként” jellemezhetők. Az elméletet szintén a QAnon-hoz hasonlítja.